# Àcid idurònic
L'àcid idurònic (IdoA) és el principal àcid urònic component dels glicosaminoglicans (GAGs) sulfat de dermatà i heparina. També és present al heparan sulfat però en aquest en quantitat menor.
IdoA és un sucre hexapiranosa.
L'any 2000, LK Hallak descriví la importància d'aquest sucre en la infecció pel virus sincicial respiratori (VSRH). El dermatan sulfat i heparan sulfat són els únics glicosaminoglicans que contenen IdoA i són els únics que inhibeixen la infecció per RSV en cultiu de cèl·lules.

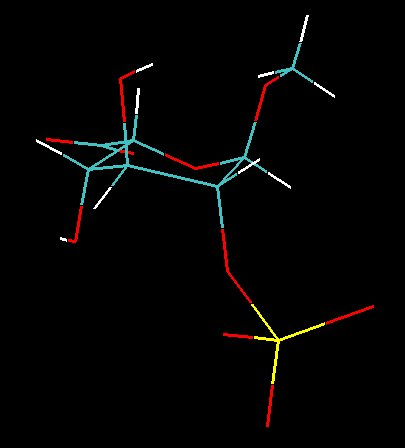
IdoA(2S)¹C₄ conformació
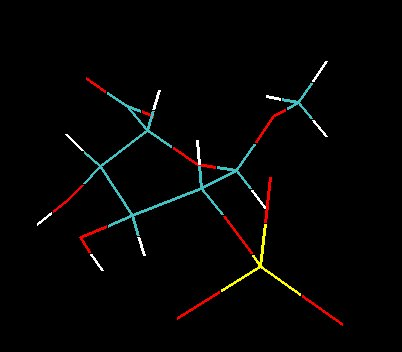
IdoA(2S)²S0 conformació